# Campeonato Mundial de League of Legends 2018
El 2018 League of Legends World Championship (traducido como: Campeonato mundial de League of Legends 2018) fue la octava edición del torneo mundial del videojuego multijugador de arena de batalla en línea League of Legends. El mismo se llevó a cabo en Corea del Sur y participaron 24 equipos de todo el mundo.
El tema principal del mundial fue Rise, elaborado por Riot Games en colaboración con los artistas The Glitch Mob, Mako y The World Alive.

## Sedes
Se compitió en 4 sedes a lo largo de Corea del Sur:
| Seúl                       | Gwangju                                                           | Busan                                                  | Incheon                          |
| -------------------------- | ----------------------------------------------------------------- | ------------------------------------------------------ | -------------------------------- |
| LOL Park Capacidad: 450    | Gwangju Women's University Universiade Gymnasium Capacidad: 8 327 | Busan Exhibition and Convention Center Capacidad: 4002 | Estadio Munhak Capacidad: 52 179 |
| Busan Gwangju Incheon Seúl |                                                                   |                                                        |                                  |

## Equipos clasificados
Los siguientes equipos participaron de la octava edición del Campeonato Mundial de League of Legends:
| Región                          | Liga                          | Método de clasificación       | Equipo                        | Abreviación                   | Bolillero                     |
| Empiezan en la fase de grupos   | Empiezan en la fase de grupos | Empiezan en la fase de grupos | Empiezan en la fase de grupos | Empiezan en la fase de grupos | Empiezan en la fase de grupos |
| ------------------------------- | ----------------------------- | ----------------------------- | ----------------------------- | ----------------------------- | ----------------------------- |
| Corea del Sur                   | LCK                           | Campeón                       | KT Rolster                    | KT                            | 1                             |
| Corea del Sur                   | LCK                           | Puntos de campeonatos         | Afreeca Freecs                | AFS                           | 2                             |
| Corea del Sur                   | LCK                           | Finales regionales            | Gen.G eSports                 | GEN                           | 2                             |
| China                           | LPL                           | Campeón                       | Royal Never Give Up           | RNG                           | 1                             |
| China                           | LPL                           | Puntos de campeonatos         | Invictus Gaming               | IG                            | 2                             |
| Europa                          | EU LCS                        | Campeón                       | Fnatic                        | FNC                           | 1                             |
| Europa                          | EU LCS                        | Puntos de campeonatos         | Team Vitality                 | VIT                           | 2                             |
| Norte América                   | NA LCS                        | Campeón                       | Team Liquid                   | TL                            | 2                             |
| Norte América                   | NA LCS                        | Puntos de campeonatos         | 100 Thieves                   | 100                           | 2                             |
| TW/HK/MO                        | LMS                           | Campeón                       | Flash Wolves                  | FW                            | 1                             |
| TW/HK/MO                        | LMS                           | Puntos de campeonatos         | MAD Team                      | MAD                           | 2                             |
| Vietnam                         | VCS                           | Campeón                       | Phong Vũ Buffalo              | PVB                           | 2                             |
| Empiezan en la etapa de Play-In |                               |                               |                               |                               |                               |
| China                           | LPL                           | Finales regionales            | EDward Gaming                 | EDG                           | 1                             |
| Europa                          | EU LCS                        | Finales regionales            | G2 Esports                    | G2                            | 1                             |
| Norte América                   | NA LCS                        | Finales regionales            | Cloud9                        | C9                            | 1                             |
| TW/HK/MO                        | LMS                           | Finales regionales            | G-Rex                         | GRX                           | 1                             |
| Brasil                          | CBLOL                         | Campeón                       | KaBuM! e-Sports               | KBM                           | 2                             |
| CIS                             | LCL                           | Campeón                       | Gambit Esports                | GMB                           | 2                             |
| Latinoamérica Norte             | LLN                           | Campeón                       | Infinity eSports              | INF                           | 2                             |
| Turquía                         | TCL                           | Campeón                       | SuperMassive e-Sports         | SUP                           | 2                             |
| Japón                           | LJL                           | Campeón                       | DetonatioN FocusMe            | DFM                           | 3                             |
| Latinoamérica Sur               | CLS                           | Campeón                       | Kaos Latin Gamers             | KLG                           | 3                             |
| Oceanía                         | OPL                           | Campeón                       | Dire Wolves                   | DW                            | 3                             |
| Sudeste Asiático                | SEA                           | Campeón                       | Ascension Gaming              | ASC                           | 3                             |

## Etapa de Play-in
- Lugar: LOL PARK, Gran Seoul 3F, Seúl.
- Fecha y hora: Desde el 1 al 4 de octubre, a partir de las 17:00 KST (UTC+09:00).

### Primera ronda
- Los 12 equipos son separados en 4 grupos de 3 equipos cada uno.
- Juegan todos contra todos dos veces al mejor de uno.
- Los dos primeros equipos de cada grupo avanzan a la segunda ronda y el tercero es eliminado.

#### Grupo A
| Pos | Equipo           | PJ | PG | PP |
| --- | ---------------- | -- | -- | -- |
| 1   | EDward Gaming    | 4  | 3  | 1  |
| 2   | Infinity eSports | 4  | 2  | 2  |
| 3   | Dire Wolves      | 4  | 1  | 3  |

| Fecha        | Partida | Lado azul        | Resultado | Resultado | Lado Rojo        |
| ------------ | ------- | ---------------- | --------- | --------- | ---------------- |
| 2 de octubre | 1       | EDward Gaming    | G         | P         | Infinity eSports |
| 2 de octubre | 2       | Dire Wolves      | G         | P         | Infinity eSports |
| 2 de octubre | 3       | Dire Wolves      | P         | G         | EDward Gaming    |
| 4 de octubre | 4       | Infinity eSports | G         | P         | EDward Gaming    |
| 4 de octubre | 5       | Infinity eSports | G         | P         | Dire Wolves      |
| 4 de octubre | 6       | EDward Gaming    | G         | P         | Dire Wolves      |

#### Grupo B
| Pos | Equipo                | PJ | PG | PP |
| --- | --------------------- | -- | -- | -- |
| 1   | G2 Esports            | 5  | 4  | 1  |
| 2   | SuperMassive e-Sports | 5  | 3  | 2  |
| 3   | Ascension Gaming      | 4  | 0  | 4  |

| Fecha        | Partida | Lado azul             | Resultado | Resultado | Lado rojo             |
| ------------ | ------- | --------------------- | --------- | --------- | --------------------- |
| 2 de octubre | 1       | G2 Esports            | P         | G         | SuperMassive e-Sports |
| 2 de octubre | 2       | Ascension Gaming      | P         | G         | SuperMassive e-Sports |
| 2 de octubre | 3       | Ascension Gaming      | P         | G         | G2 Esports            |
| 4 de octubre | 4       | SuperMassive e-Sports | P         | G         | G2 Esports            |
| 4 de octubre | 5       | SuperMassive e-Sports | G         | P         | Ascension Gaming      |
| 4 de octubre | 6       | G2 Esports            | G         | P         | Ascension Gaming      |
| 4 de octubre | D       | SuperMassive e-Sports | P         | G         | G2 Esports            |

#### Grupo C
| Pos | Equipo             | PJ | PG | PP |
| --- | ------------------ | -- | -- | -- |
| 1   | Cloud9             | 4  | 4  | 0  |
| 2   | DetonatioN FocusMe | 5  | 2  | 3  |
| 3   | KaBuM! e-Sports    | 5  | 1  | 4  |

| Fecha        | Partida | Lado azul          | Resultado | Resultado | Lado rojo          |
| ------------ | ------- | ------------------ | --------- | --------- | ------------------ |
| 1 de octubre | 1       | Cloud9             | G         | P         | KaBuM! e-Sports    |
| 1 de octubre | 2       | DetonatioN FocusMe | G         | P         | KaBuM! e-Sports    |
| 1 de octubre | 3       | DetonatioN FocusMe | P         | G         | Cloud9             |
| 3 de octubre | 4       | KaBuM! e-Sports    | G         | P         | DetonatioN FocusMe |
| 3 de octubre | 5       | KaBuM! e-Sports    | P         | G         | Cloud9             |
| 3 de octubre | 6       | Cloud9             | G         | P         | DetonatioN FocusMe |
| 3 de octubre | D       | DetonatioN FocusMe | G         | P         | KaBuM! e-Sports    |

#### Grupo D
| Pos | Equipo            | PJ | PG | PP |
| --- | ----------------- | -- | -- | -- |
| 1   | G-Rex             | 4  | 4  | 0  |
| 2   | Gambit Esports    | 4  | 2  | 2  |
| 3   | Kaos Latin Gamers | 4  | 0  | 4  |

| Fecha        | Partida | Lado azu          | Resultado | Resultado | Lado rojo         |
| ------------ | ------- | ----------------- | --------- | --------- | ----------------- |
| 1 de octubre | 1       | Gambit Esports    | P         | G         | G-Rex             |
| 1 de octubre | 2       | G-Rex             | G         | P         | Kaos Latin Gamers |
| 1 de octubre | 3       | Gambit Esports    | G         | P         | Kaos Latin Gamers |
| 3 de octubre | 4       | G-Rex             | G         | P         | Gambit Esports    |
| 3 de octubre | 5       | Kaos Latin Gamers | P         | G         | Gambit Esports    |
| 3 de octubre | 6       | Kaos Latin Gamers | P         | G         | G-Rex             |

### Segunda Ronda
- Elegidos al azar, juega el primer equipo de un grupo contra el segundo del otro.
- Todas las series son al mejor de 5.
- El ganador avanza a la Etapa de grupos del evento principal y el perdedor es eliminado.

#### Partido 1
- Fecha y hora: 6 de octubre, 13:00 KST (UTC+09:00).

| Equipos | Equipos        | Resultado | Partidas | Partidas | Partidas | Partidas | Partidas |
| Equipos | Equipos        | Resultado | 1        | 2        | 3        | 4        | 5        |
| ------- | -------------- | --------- | -------- | -------- | -------- | -------- | -------- |
| C1      | Cloud9         | 3         | G        | P        | G        | P        | G        |
| D2      | Gambit Esports | 2         | P        | G        | P        | G        | P        |

#### Partido 2
- Fecha y hora: 6 de octubre, 17:00 KST (UTC+09:00).

| Equipos | Equipos            | Resultado | Partidas | Partidas | Partidas | Partidas | Partidas |
| Equipos | Equipos            | Resultado | 1        | 2        | 3        | 4        | 5        |
| ------- | ------------------ | --------- | -------- | -------- | -------- | -------- | -------- |
| A1      | EDward Gaming      | 3         | G        | G        | G        | X        | X        |
| C2      | DetonatioN FocusMe | 0         | P        | P        | P        | X        | X        |

#### Partido 3
- Fecha y hora: 7 de octubre, 13:00 KST (UTC+09:00).

| Equipos | Equipos          | Resultado | Partidas | Partidas | Partidas | Partidas | Partidas |
| Equipos | Equipos          | Resultado | 1        | 2        | 3        | 4        | 5        |
| ------- | ---------------- | --------- | -------- | -------- | -------- | -------- | -------- |
| B1      | G2 Esports       | 3         | P        | G        | G        | G        | X        |
| A2      | Infinity eSports | 1         | G        | P        | P        | P        | X        |

#### Partido 4
- Fecha y hora: 7 de octubre, 17:00 KST (UTC+09:00).

| Equipos | Equipos               | Resultado | Partidas | Partidas | Partidas | Partidas | Partidas |
| Equipos | Equipos               | Resultado | 1        | 2        | 3        | 4        | 5        |
| ------- | --------------------- | --------- | -------- | -------- | -------- | -------- | -------- |
| D1      | G-Rex                 | 3         | P        | G        | G        | G        | X        |
| B2      | SuperMassive e-Sports | 1         | G        | P        | P        | P        | X        |

## Fase de grupos
- Lugar: Auditorio BEXCO, Busan.
- Fecha y hora: del 10 al 17 de octubre, empezando a las 17:00 KST (UTC+09:00).
- 16 equipos son separados en 4 grupos de 4 equipos cada uno. No puede haber dos equipos de la misma región en un mismo grupo.
- Juegan todos contra todos al mejor de uno.
- Los primeros dos equipos de cada grupo pasan a la fase eliminatoria, los otros dos equipos son eliminados.

### Grupo A
| Pos | Equipo           | PJ | PG | PP |
| --- | ---------------- | -- | -- | -- |
| 1   | Afreeca Freecs   | 6  | 4  | 2  |
| 2   | G2 Esports       | 7  | 4  | 3  |
| 3   | Flash Wolves     | 7  | 3  | 4  |
| 4   | Phong Vũ Buffalo | 6  | 2  | 4  |

| Fecha         | Partida | Lado azul        | Resultado | Resultado | Lado rojo        |
| ------------- | ------- | ---------------- | --------- | --------- | ---------------- |
| 10 de octubre | 1       | Phong Vũ Buffalo | P         | G         | Flash Wolves     |
| 10 de octubre | 2       | Afreeca Freecs   | P         | G         | G2 Esports       |
| 11 de octubre | 3       | Flash Wolves     | G         | P         | Afreeca Freecs   |
| 11 de octubre | 4       | Phong Vũ Buffalo | G         | P         | G2 Esports       |
| 13 de octubre | 5       | Afreeca Freecs   | G         | P         | Phong Vũ Buffalo |
| 13 de octubre | 6       | G2 Esports       | G         | P         | Flash Wolves     |
| 15 de octubre | 7       | Afreeca Freecs   | G         | P         | Flash Wolves     |
| 15 de octubre | 8       | G2 Esports       | G         | P         | Phong Vũ Buffalo |
| 15 de octubre | 9       | Flash Wolves     | G         | P         | G2 Esports       |
| 15 de octubre | 10      | Phong Vũ Buffalo | P         | G         | Afreeca Freecs   |
| 15 de octubre | 11      | Flash Wolves     | P         | G         | Phong Vũ Buffalo |
| 15 de octubre | 12      | G2 Esports       | P         | G         | Afreeca Freecs   |
| 15 de octubre | D       | Flash Wolves     | P         | G         | G2 Esports       |

### Grupo B
| Pos | Equipo              | PJ | PG | PP |
| --- | ------------------- | -- | -- | -- |
| 1   | Royal Never Give Up | 7  | 5  | 2  |
| 2   | Cloud9              | 7  | 4  | 3  |
| 3   | Team Vitality       | 6  | 3  | 3  |
| 4   | Gen.G eSports       | 6  | 1  | 5  |

| Fecha         | Partida | Lado azul           | Resultado | Resultado | Lado rojo           |
| ------------- | ------- | ------------------- | --------- | --------- | ------------------- |
| 10 de octubre | 1       | Royal Never Give Up | G         | P         | Cloud9              |
| 10 de octubre | 2       | Gen.G eSports       | P         | G         | Team Vitality       |
| 11 de octubre | 3       | Team Vitality       | P         | G         | Cloud9              |
| 11 de octubre | 4       | Gen.G eSports       | P         | G         | Royal Never Give Up |
| 12 de octubre | 5       | Royal Never Give Up | G         | P         | Team Vitality       |
| 12 de octubre | 6       | Cloud9              | P         | G         | Gen.G eSports       |
| 14 de octubre | 7       | Team Vitality       | G         | P         | Royal Never Give Up |
| 14 de octubre | 8       | Gen.G eSports       | P         | G         | Cloud9              |
| 14 de octubre | 9       | Team Vitality       | G         | P         | Gen.G eSports       |
| 14 de octubre | 10      | Cloud9              | G         | P         | Royal Never Give Up |
| 14 de octubre | 11      | Cloud9              | G         | P         | Team Vitality       |
| 14 de octubre | 12      | Royal Never Give Up | G         | P         | Gen.G eSports       |
| 14 de octubre | D       | Royal Never Give Up | G         | P         | Cloud9              |

### Grupo C
| Pos | Equipo        | PJ | PG | PP |
| --- | ------------- | -- | -- | -- |
| 1   | KT Rolster    | 6  | 5  | 1  |
| 2   | EDward Gaming | 6  | 4  | 2  |
| 3   | Team Liquid   | 6  | 3  | 3  |
| 4   | MAD Team      | 6  | 0  | 6  |

| Fecha         | Partida | Lado azul     | Resultado | Resultado | Lado rojo     |
| ------------- | ------- | ------------- | --------- | --------- | ------------- |
| 10 de octubre | 1       | KT Rolster    | G         | P         | Team Liquid   |
| 10 de octubre | 2       | EDward Gaming | G         | P         | MAD Team      |
| 12 de octubre | 3       | MAD Team      | P         | G         | KT Rolster    |
| 12 de octubre | 4       | Team Liquid   | P         | G         | EDward Gaming |
| 13 de octubre | 5       | Team Liquid   | G         | P         | MAD Team      |
| 13 de octubre | 6       | KT Rolster    | G         | P         | EDward Gaming |
| 16 de octubre | 7       | Team Liquid   | P         | G         | KT Rolster    |
| 16 de octubre | 8       | MAD Team      | P         | G         | EDward Gaming |
| 16 de octubre | 9       | MAD Team      | P         | G         | Team Liquid   |
| 16 de octubre | 10      | EDward Gaming | G         | P         | KT Rolster    |
| 16 de octubre | 11      | EDward Gaming | P         | G         | Team Liquid   |
| 16 de octubre | 12      | KT Rolster    | G         | P         | MAD Team      |

### Grupo D
| Pos | Equipo          | PJ | PG | PP |
| --- | --------------- | -- | -- | -- |
| 1   | Fnatic          | 7  | 6  | 1  |
| 2   | Invictus Gaming | 7  | 5  | 2  |
| 3   | 100 Thieves     | 6  | 2  | 4  |
| 4   | G-Rex           | 6  | 0  | 6  |

| Fecha         | Partida | Lado azul       | Resultado | Resultado | Lado rojo       |
| ------------- | ------- | --------------- | --------- | --------- | --------------- |
| 11 de octubre | 1       | 100 Thieves     | P         | G         | Fnatic          |
| 11 de octubre | 2       | Invictus Gaming | G         | P         | G-Rex           |
| 12 de octubre | 3       | Fnatic          | P         | G         | Invictus Gaming |
| 12 de octubre | 4       | 100 Thieves     | G         | P         | G-Rex           |
| 13 de octubre | 5       | Invictus Gaming | G         | P         | 100 Thieves     |
| 13 de octubre | 6       | G-Rex           | P         | G         | Fnatic          |
| 17 de octubre | 7       | Fnatic          | G         | P         | 100 Thieves     |
| 17 de octubre | 8       | G-Rex           | P         | G         | Invictus Gaming |
| 17 de octubre | 9       | Fnatic          | G         | P         | G-Rex           |
| 17 de octubre | 10      | 100 Thieves     | P         | G         | Invictus Gaming |
| 17 de octubre | 11      | G-Rex           | P         | G         | 100 Thieves     |
| 17 de octubre | 12      | Invictus Gaming | P         | G         | Fnatic          |
| 17 de octubre | D       | Fnatic          | G         | P         | Invictus Gaming |

- [7]

## Fase de eliminatorias
- El primer equipo de cada grupo se enfrenta al segundo de otro en cuartos de final, elegidos al azar.
- Equipos del mismo grupo no les puede tocar en contra hasta la final.
- Todas las partidas son al mejor de 5.

|  | Cuartos de final | Cuartos de final    | Cuartos de final |            |                 | Semifinales     | Semifinales | Semifinales |  |                 | Final           | Final | Final |  |
|  |                  |                     |                  |            |                 |                 |             |             |  |                 |                 |       |       |  |
|  |                  |                     |                  |            |                 |                 |             |             |  |                 |                 |       |       |  |
|  | C1               | KT Rolster          | 2                |            |                 |                 |             |             |  |                 |                 |       |       |  |
|  | C1               | KT Rolster          | 2                |            |                 |                 |             |             |  |                 |                 |       |       |  |
|  | D2               | Invictus Gaming     | 3                |            |                 |                 |             |             |  |                 |                 |       |       |  |
|  | D2               | Invictus Gaming     | 3                |            | Invictus Gaming | Invictus Gaming | 3           |             |  |                 |                 |       |       |  |
|  |                  |                     |                  |            | Invictus Gaming | Invictus Gaming | 3           |             |  |                 |                 |       |       |  |
|  |                  |                     | G2 Esports       | G2 Esports | 0               |                 |             |             |  |                 |                 |       |       |  |
|  | B1               | Royal Never Give Up | G2 Esports       | G2 Esports | 0               | 2               |             |             |  |                 |                 |       |       |  |
|  | B1               | Royal Never Give Up |                  |            |                 |                 |             |             |  |                 |                 |       |       |  |
|  | A2               | G2 Esports          | 3                |            |                 |                 |             |             |  |                 |                 |       |       |  |
|  | A2               | G2 Esports          | 3                |            |                 |                 |             |             |  | Invictus Gaming | Invictus Gaming | 3     |       |  |
|  |                  |                     |                  |            |                 |                 |             |             |  | Invictus Gaming | Invictus Gaming | 3     |       |  |
|  |                  |                     | Fnatic           | Fnatic     | 0               |                 |             |             |  |                 |                 |       |       |  |
|  | A1               | Afreeca Freecs      | Fnatic           | Fnatic     | 0               | 0               |             |             |  |                 |                 |       |       |  |
|  | A1               | Afreeca Freecs      |                  |            |                 |                 |             |             |  |                 |                 |       |       |  |
|  | B2               | Cloud9              | 3                |            |                 |                 |             |             |  |                 |                 |       |       |  |
|  | B2               | Cloud9              | 3                |            | Cloud9          | Cloud9          | 0           |             |  |                 |                 |       |       |  |
|  |                  |                     |                  |            | Cloud9          | Cloud9          | 0           |             |  |                 |                 |       |       |  |
|  |                  |                     | Fnatic           | Fnatic     | 3               |                 |             |             |  |                 |                 |       |       |  |
|  | D1               | Fnatic              | Fnatic           | Fnatic     | 3               | 3               |             |             |  |                 |                 |       |       |  |
|  | D1               | Fnatic              |                  |            |                 |                 |             |             |  |                 |                 |       |       |  |
|  | C2               | EDward Gaming       | 1                |            |                 |                 |             |             |  |                 |                 |       |       |  |
|  | C2               | EDward Gaming       | 1                |            |                 |                 |             |             |  |                 |                 |       |       |  |
|  |                  |                     |                  |            |                 |                 |             |             |  |                 |                 |       |       |  |

### Cuartos de final
- Lugar: Auditorio BEXCO, Busan.
- El primer equipo elige los lados de las partidas 1, 3 y 5, mientras que el segundo lo hace en las partidas 2 y 4.
- El ganador avanza a las semifinales, mientras que el perdedor es eliminado.

#### Partido 1
- Fecha y hora: 20 de octubre a las 13:00 KST (UTC+09:00).

| Equipos | Equipos         | Resultado | Partidas | Partidas | Partidas | Partidas | Partidas |
| Equipos | Equipos         | Resultado | 1        | 2        | 3        | 4        | 5        |
| ------- | --------------- | --------- | -------- | -------- | -------- | -------- | -------- |
| C1      | KT Rolster      | 2         | P        | P        | G        | G        | P        |
| D2      | Invictus Gaming | 3         | G        | G        | P        | P        | G        |

#### Partido 2
- Fecha y hora: 20 de octubre a las 17:00 KST (UTC+09:00).

| Equipos | Equipos             | Resultado | Partidas | Partidas | Partidas | Partidas | Partidas |
| Equipos | Equipos             | Resultado | 1        | 2        | 3        | 4        | 5        |
| ------- | ------------------- | --------- | -------- | -------- | -------- | -------- | -------- |
| B1      | Royal Never Give Up | 2         | G        | P        | G        | P        | P        |
| A2      | G2 Esports          | 3         | P        | G        | P        | G        | G        |

#### Partido 3
- Fecha y hora: 21 de octubre a las 13:00 KST (UTC+09:00).

| Equipos | Equipos        | Resultado | Partidas | Partidas | Partidas | Partidas | Partidas |
| Equipos | Equipos        | Resultado | 1        | 2        | 3        | 4        | 5        |
| ------- | -------------- | --------- | -------- | -------- | -------- | -------- | -------- |
| A1      | Afreeca Freecs | 0         | P        | P        | P        | X        | X        |
| B2      | Cloud9         | 3         | G        | G        | G        | X        | X        |

#### Partido 4
- Fecha y hora: 21 de octubre a las 17:00 KST (UTC+09:00).

| Equipo | Equipo        | Resultado | Partidas | Partidas | Partidas | Partidas | Partidas |
| Equipo | Equipo        | Resultado | 1        | 2        | 3        | 4        | 5        |
| ------ | ------------- | --------- | -------- | -------- | -------- | -------- | -------- |
| D1     | Fnatic        | 3         | P        | G        | G        | G        | X        |
| C2     | EDward Gaming | 1         | G        | P        | P        | P        | X        |

### Semifinales
- Lugar: Gwangju Women's University Universiade Gymnasium, Gwangju.
- El ganador avanza a la final, mientras que el perdedor es eliminado.

#### Partido 1
- Fecha y hora: 27 de octubre a las 17:00 KST (UTC+09:00).

| Equipos | Equipos         | Resultado | Partidas | Partidas | Partidas | Partidas | Partidas |
| Equipos | Equipos         | Resultado | 1        | 2        | 3        | 4        | 5        |
| ------- | --------------- | --------- | -------- | -------- | -------- | -------- | -------- |
| D2      | Invictus Gaming | 3         | G        | G        | G        | X        | X        |
| A2      | G2 Esports      | 0         | P        | P        | P        | X        | X        |

#### Partido 2
- Fecha y hora: 28 de octubre a las 17:00 KST (UTC+09:00).

| Equipo | Equipo | Resultado | Partidas | Partidas | Partidas | Partidas | Partidas |
| Equipo | Equipo | Resultado | 1        | 2        | 3        | 4        | 5        |
| ------ | ------ | --------- | -------- | -------- | -------- | -------- | -------- |
| B2     | Cloud9 | 0         | P        | P        | P        | X        | X        |
| D1     | Fnatic | 3         | G        | G        | G        | X        | X        |

### Final
- Lugar: Estadio Munhak, Incheon.
- Fecha y hora: 3 de noviembre a las 17:00 KST (UTC+09:00).
- El ganador es el campeón del mundo 2018 de League of Legends.

| Equipos | Equipos         | Resultado | Partidas | Partidas | Partidas | Partidas | Partidas |
| Equipos | Equipos         | Resultado | 1        | 2        | 3        | 4        | 5        |
| ------- | --------------- | --------- | -------- | -------- | -------- | -------- | -------- |
| D2      | Invictus Gaming | 3         | G        | G        | G        | X        | X        |
| D1      | Fnatic          | 0         | P        | P        | P        | X        | X        |

## Resultados
- (*) No incluye desempates

| Lugar     | Región | Equipos                 | PI1 | PI2 | FG  | CF  | SF  | Final | Premio (USD) |
| --------- | ------ | ----------------------- | --- | --- | --- | --- | --- | ----- | ------------ |
| 1.º       | LPL    | Invictus Gaming*        |     |     | 5-1 | 3-2 | 3-0 | 3-0   | $ 843,750    |
| 2.º       | EU LCS | Fnatic*                 |     |     | 5-1 | 3-1 | 3-0 | 0-3   | $ 303,750    |
| 3.º-4.º   | NA LCS | Cloud 9*                | 4-0 | 3-2 | 4-2 | 3-0 | 0-3 |       | $ 157,500    |
| 3.º-4.º   | EU LCS | G2 Esports*             | 3-1 | 3-1 | 3-3 | 3-2 | 0-3 |       | $ 157,500    |
| 5.º-8.º   | LCK    | KT Rolster              |     |     | 5-1 | 2-3 |     |       | $ 90,000     |
| 5.º-8.º   | LPL    | Royal Never Give Up*    |     |     | 4-2 | 2-3 |     |       | $ 90,000     |
| 5.º-8.º   | LPL    | EDward Gaming           | 3-1 | 3-0 | 4-2 | 1-3 |     |       | $ 90,000     |
| 5.º-8.º   | LCK    | Afreeca Freecs          |     |     | 4-2 | 0-3 |     |       | $ 90,000     |
| 9.º-12.º  | LMS    | Flash Wolves*           |     |     | 3-3 |     |     |       | $ 50,625     |
| 9.º-12.º  | EU LCS | Team Vitality           |     |     | 3-3 |     |     |       | $ 50,625     |
| 9.º-12.º  | NA LCS | Team Liquid             |     |     | 3-3 |     |     |       | $ 50,625     |
| 9.º-12.º  | NA LCS | 100 Thieves             |     |     | 2-4 |     |     |       | $ 50,625     |
| 13.º-16.º | VCS    | Phong Vũ Buffalo        |     |     | 2-4 |     |     |       | $ 28,125     |
| 13.º-16.º | LCK    | Gen.G eSports           |     |     | 1-5 |     |     |       | $ 28,125     |
| 13.º-16.º | LMS    | G-Rex                   | 4-0 | 3-1 | 0-6 |     |     |       | $ 28,125     |
| 13.º-16.º | LMS    | MAD Team                |     |     | 0-6 |     |     |       | $ 28,125     |
| 17.º-20.º | LCL    | Gambit Esports          | 2-2 | 2-3 |     |     |     |       | $ 16,875     |
| 17.º-20.º | TCL    | Super Massive e-Sports* | 3-1 | 1-3 |     |     |     |       | $ 16,875     |
| 17.º-20.º | LLN    | Infinity eSports CR     | 2-2 | 1-3 |     |     |     |       | $ 16,875     |
| 17.º-20.º | LJL    | DetonatioN FocusMe*     | 1-3 | 0-3 |     |     |     |       | $ 16,875     |
| 21.º-24.º | CBLOL  | KaBuM! e-Sports*        | 1-3 |     |     |     |     |       | $ 11,250     |
| 21.º-24.º | OPL    | Dire Wolves             | 1-3 |     |     |     |     |       | $ 11,250     |
| 21.º-24.º | CLS    | Kaos Latin Gamers       | 0-4 |     |     |     |     |       | $ 11,250     |
| 21.º-24.º | SEA    | Ascension Gaming        | 0-4 |     |     |     |     |       | $ 11,250     |
| Lugar     | Región | Equipo                  | PI1 | PI2 | FG  | CF  | SF  | Final | Premio (USD) |